# Mi reflejo
„Mi Reflejo“ е вторият студиен и първият испанско-езичен албум на американската поп изпълнителка Кристина Агилера, издаден през 2000. Достига върха на националнате класации за албуми, тази на САЩ и Латинската класация Билборд като в латинсата класация за песни в САЩ двата сингъла „Por Siempre Tú“ и „Ven Conmigo (Solamente Tú)“ стават номер едно. Албумът е популяризиран в турнето Christina Aguilera: In Concert.

## Списък с песни

### Оригинален траклист
1. „Genio Atrapado“ – 3:38
2. „Falsas Esperanzas“ – 2:57
3. „El Beso Del Final“ – 4:42
4. „Pero Me Acuerdo de Ti“ – 4:26
5. „Ven Conmigo (Solamente Tú)“ – 3:11
6. „Si No Te Hubiera Conocido“ (с Луис Фонси) – 4:50
7. „Contigo En La Distancia“ – 3:44
8. „Cuando No Es Contigo“ – 4:10
9. „Por Siempre Tú“ – 4:05
10. „Una Mujer“ – 3:14
11. „Mi Reflejo“ – 3:38

### Специално издание
1. „Falsas Esperanzas“ (Dance Radio Mix) – 3:27
2. „Falsas Esperanzas“ (Tropical Mix) – 3:10
3. „Pero Me Acuerdo de Ti“ (Remix) – 3:41
4. „Ven Conmigo (Solamente Tú)“ (караоке версия) – 3:12

## Класации
| Класация   | Сертификация | Продажби |
| ---------- | ------------ | -------- |
| САЩ        | Златен       | 600 000  |
| САЩ Латино | 6x Платинен  |          |
| Мексико    | 2x Платинен  |          |